# Franz Zeitlinger

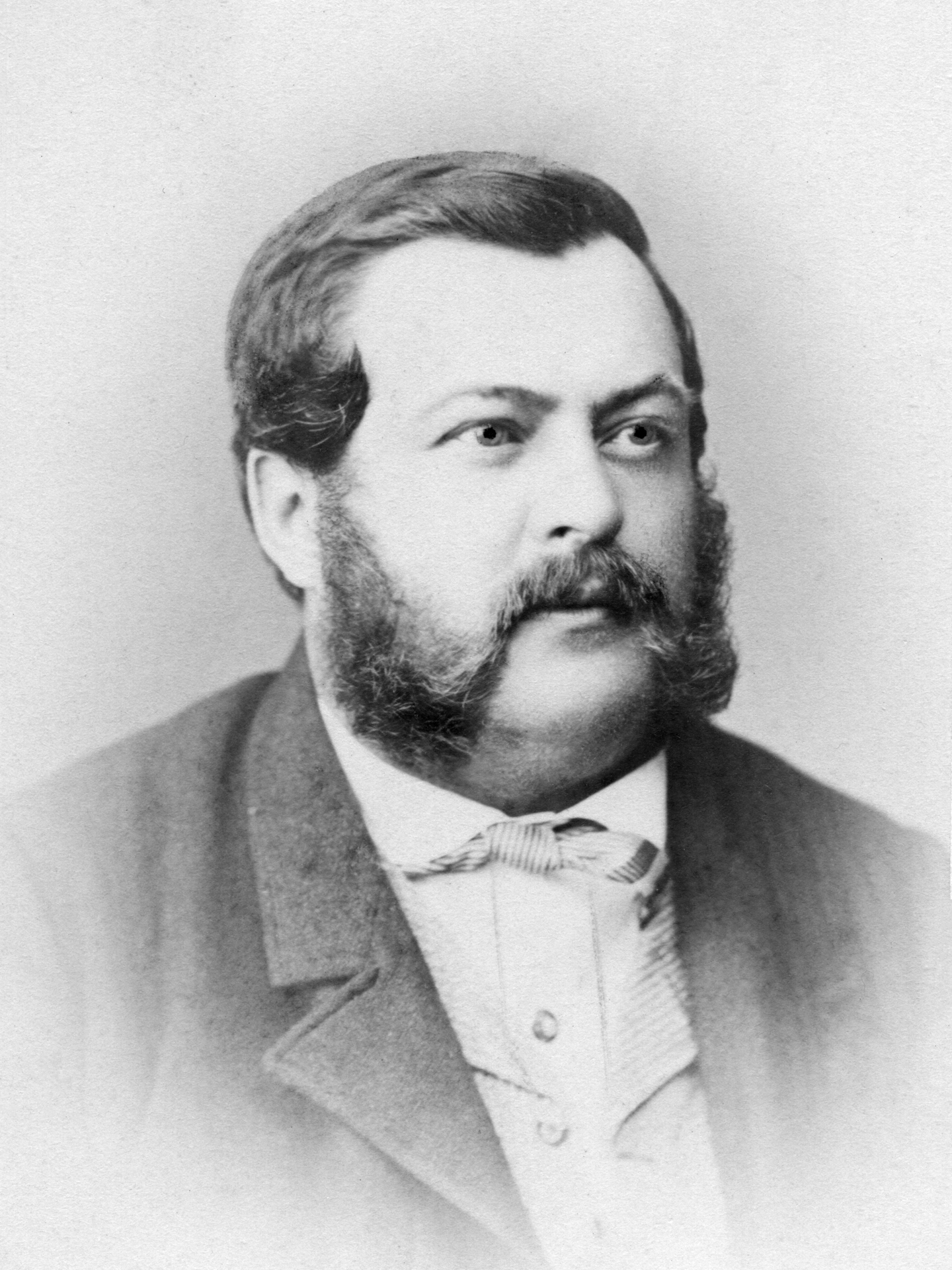
Franz Zeitlinger, Fotografie von 1869

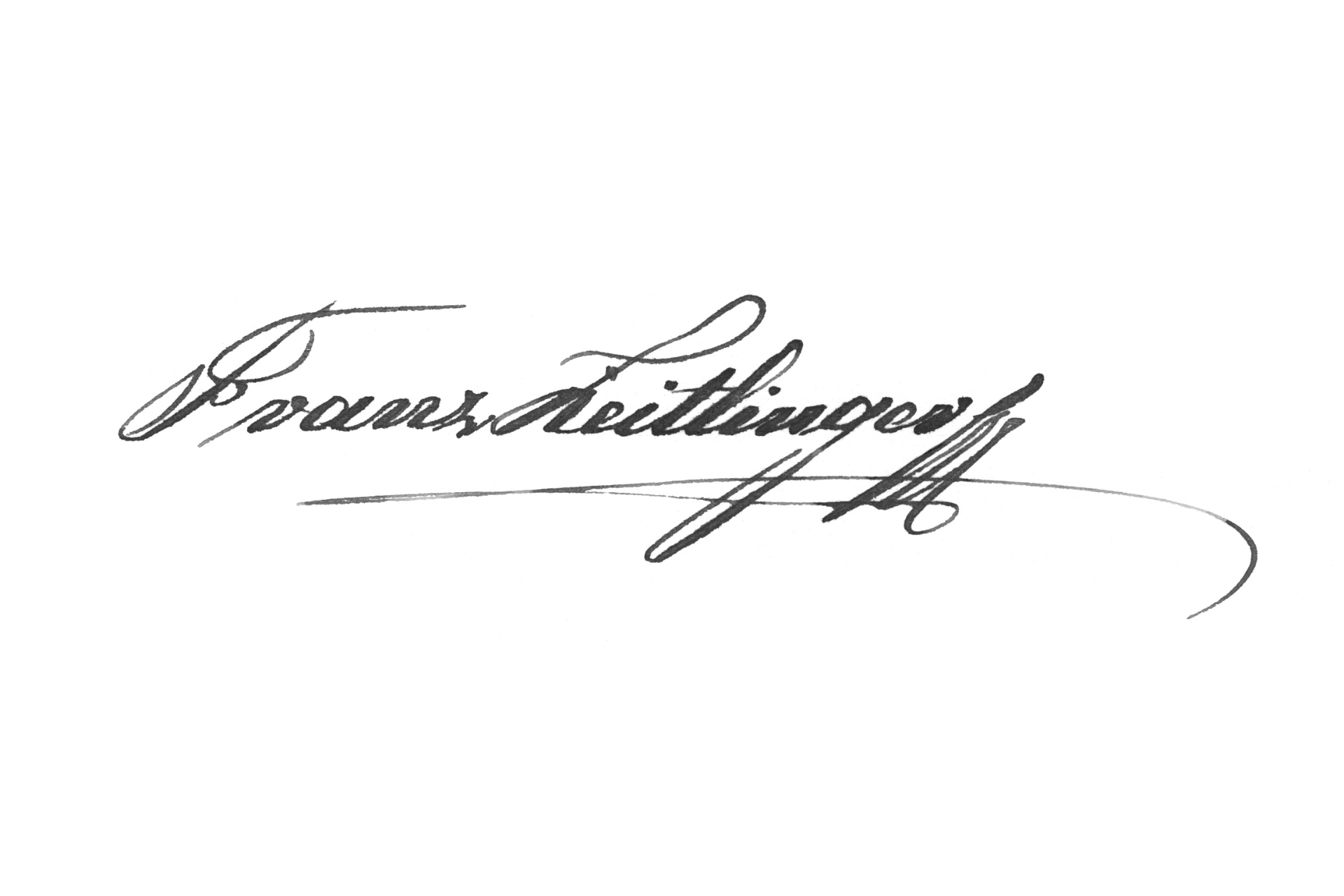
Unterschrift

Franz Seraphicus Seraphin Zeitlinger (* 22. Juni 1832 in Schlierbach; † 8. April 1899 in Micheldorf in Oberösterreich) war ein österreichischer Sensenfabrikant. Er wurde als sechstes von elf Kindern des Sensengewerken Johann Michael Zeitlinger und dessen Frau Maria Theresia Cäzilia Zeitlinger, geb. Kaltenbrunner an der Sensenschmiede Blumau in Hausmanning geboren.

## Leben und Wirken

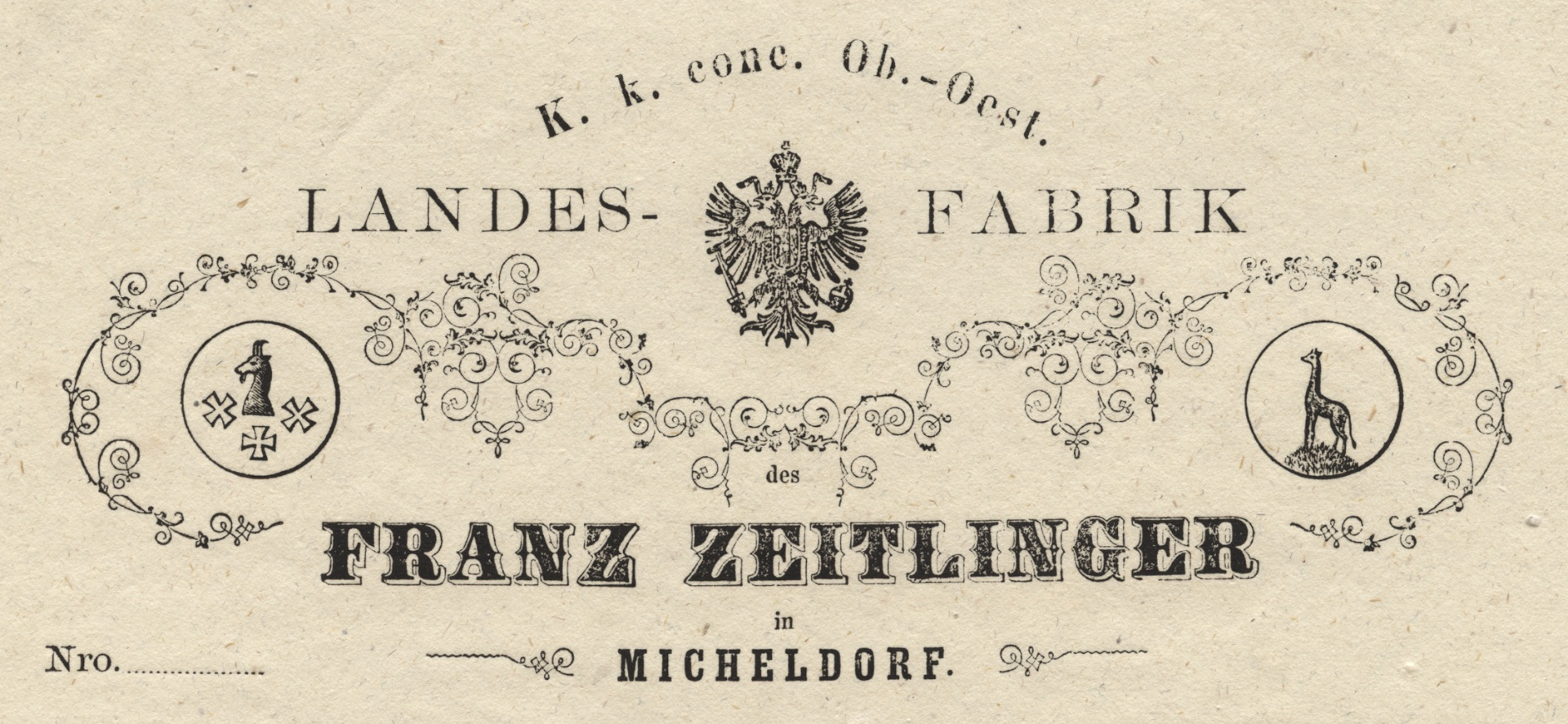
Briefkopf der K. k. conc. Ob.-Oest. Landes-Fabrik des Franz Zeitlinger in Micheldorf

Franz Zeitlinger übernahm nach dem Tod seiner Großmutter Seraphina Maria Theresia Zeitlinger, geb. Weinmeister von ihr die Sensenschmiede an der Zinne. Am 16. August 1853 heiratete er die Tochter Caspar Zeitlingers Juliane Josefa Serafina Zeitlinger, seine parallelverwandte Cousine. Nach dem Tod seines Onkels und Schwiegervaters übernahm er auch dessen Gradnwerk und die Steinhub. 1869 erwarb er das benachbarte Melcherlwerk (Sensenschmiede am Aigen). Mit dem Kauf der Sensenschmiede in der Au in Spital am Pyhrn konzentrierte er 1881 bereits fünf Sensenwerke in seinem Besitz. 1891 wurde er wegen seiner Verdienste um die Sensenindustrie von der Kirchdorf-Micheldorfer Genossenschaft zum Ehrenmeister ernannt. Franz und Juliana Zeitlinger hatten 16 Kinder, von denen nach seinem Tod der Sohn Caspar die Sensenwerke Gradn, Steinhub und Melcherl übernahm, Michael das Stammhaus an der Zinne und Rudolf das Sensenwerk in Spital.
Von 1868 bis 1873 und ein weiteres Mal von 1879 bis 1880 war Franz Zeitlinger Bürgermeister von Micheldorf.

## Ehrungen und Auszeichnungen
- K.k. privilegierter Sensenfabrikant
- Auszeichnung der Pariser Weltausstellung (1867)
- „Fortschritts-Medaille“ der Wiener Weltausstellung (1873)
- Ernennung zum Ehrenmeister (1891)